# Roma Calcio Femminile 2015-2016
Questa voce raccoglie le informazioni riguardanti l'Associazione Sportiva Dilettantistica Roma Calcio Femminile nelle competizioni ufficiali della stagione 2015-2016.

## Stagione
Le prime partite ufficiali della stagione sono state le partite del Quadrangolare G della Coppa Italia, in cui la squadra capitolina ha ottenuto 7 punti grazie alle due vittorie per 3-1 sulla Roma XIV e per 6-0 nel derby con la Lazio Women, oltre al pareggio per 0-0 contro la Res Roma. Il cammino delle giallorosse si è poi interrotto ai sedicesimi di finale a causa di una sconfitta per 1-0 in casa dell'Atletico Oristano. 
In campionato la Roma risultava essere la favorita alla vittoria finale insieme al Chieti, aspettative rispettate fino allo scontro diretto avvenuto all'ultima giornata del girone d'andata, disputato al Vittiglio di Roma, al quale le due squadre sono arrivate con 30 punti ciascuna, frutto di 10 vittorie su altrettanti incontri disputati. A seguito del pareggio per 0-0, Roma e Chieti hanno continuato a braccetto in cima alla classifica fino al 13 marzo, quando la Lazio ha costretto le giallorosse al pareggio casalingo nel derby, conclusosi per 1-1. L'incontro che ha deciso il campionato, disputatosi il 22 maggio in casa del Chieti, ha visto la vittoria delle padrone di casa per 1-0, risultato che ha sancito la permanenza in Serie B della Roma.

## Organigramma societario
Area tecnica
- Allenatore: Ashraf Seleman
- Allenatore in seconda: Simone Santoloci
- Preparatore atletico: Fabrizio Pentenè
- preparatore atletico: stefano tanchella
- area psicologia : emanuela melis
- collaboratore tecnico : claudio d'Ulisse
- preparatore dei portieri: antonello belli

## Rosa
Rosa e ruoli tratti dal sito ufficiale della società, sono aggiornati al 22 maggio 2016.
| N. |                   | Ruolo | Calciatrice                 |
| -- | ----------------- | ----- | --------------------------- |
| 1  | Italia (bandiera) | P     | Valentina Casaroli          |
| 2  | Italia (bandiera) | D     | Livia Michelle Capparelli   |
| 3  | Italia (bandiera) | D     | Federica Jasmeen Giura      |
| 4  | Italia (bandiera) | D     | Alice Ferrazza              |
| 5  | Italia (bandiera) | D     | Noemi Cortelli              |
| 6  | Italia (bandiera) | C     | Maria Iole Volpi (capitano) |
| 7  | Italia (bandiera) | C     | Chiara Lorè                 |
| 8  | Italia (bandiera) | C     | Giorgia De Vecchis          |
| 9  | Italia (bandiera) | A     | Francesca Pittaccio         |
| 10 | Italia (bandiera) | A     | Elena Proietti              |
| 11 | Italia (bandiera) | C     | Antonietta Castiello        |
| 12 | Italia (bandiera) | P     | Licia Felicella             |
| 13 | Italia (bandiera) | A     | Noemi Visentin              |

| N. |                   | Ruolo | Calciatrice         |
| -- | ----------------- | ----- | ------------------- |
| 15 | Italia (bandiera) | A     | Emanuela Pedullà    |
| 16 | Italia (bandiera) | C     | Noemi Carosi        |
| 20 | Italia (bandiera) | A     | Valeria Narduzzi    |
| 21 | Italia (bandiera) | C     | Giulia Monaco       |
| 24 | Italia (bandiera) | D     | Alessia Santoloci   |
| 25 | Italia (bandiera) | A     | Ilenia Rossi        |
| 28 | Italia (bandiera) | D     | Federica Bevilacqua |
| 29 | Italia (bandiera) | D     | Sara Lucci          |
| 32 | Italia (bandiera) | D     | Elisabetta Fiorella |
| 42 | Italia (bandiera) | C     | Giulia Norido       |
| 44 | Italia (bandiera) | D     | Chiara Capitta      |
| 90 | Italia (bandiera) | C     | Gaia Ciccarelli     |

## Calciomercato
| Acquisti | Acquisti             | Acquisti | Acquisti   |
| R.       | Nome                 | da       | Modalità   |
| -------- | -------------------- | -------- | ---------- |
| D        | Alice Ferrazza       | Lazio CF | definitivo |
| C        | Antonietta Castiello | Lazio CF | definitivo |
| C        | Giulia Monaco        | Lazio CF | definitivo |
| A        | Noemi Visentin       | Lazio CF | definitivo |
| A        | Francesca Pittaccio  | Res Roma | definitivo |

| Cessioni | Cessioni        | Cessioni | Cessioni   |
| R.       | Nome            | a        | Modalità   |
| -------- | --------------- | -------- | ---------- |
| A        | Marija Vukčević | Chieti   | definitivo |

## Risultati

### Serie B

#### Girone di andata
| Arbitro: | ? |

|  |           |                                         |
|  | Marcatori | Ciccarelli Pittaccio Castiello Proietti |

| Arbitro: | ? |

|          |           |  |
| Visentin | Marcatori |  |

| Arbitro: | ? |

|                            |           |  |
| Narduzzi Proietti Visentin | Marcatori |  |

| Formello 22 novembre 2015, ore 14:30 CET 4ª giornata | Lazio     | 0 – 1 referto | Roma CF | Campo delle Aquile (ca. 200 spett.) |
| \| \| \| \| \| \| Marcatori \| 32’ Cortelli \|       |           |               |         |                                     |
|                                                      |           |               |         |                                     |
|                                                      | Marcatori | 32’ Cortelli  |         |                                     |

| Arbitro: | ? |

|                                 |           |  |
| Narduzzi Proietti Narduzzi Lorè | Marcatori |  |

| Arbitro: | ? |

|  |           |                               |
|  | Marcatori | Bevilacqua Visentin Pittaccio |

| Arbitro: | ? |

|                                         |           |  |
| Visentin Lucci Rossi Ferrazza Pittaccio | Marcatori |  |

| Arbitro: | ? |

|  |           |                                         |
|  | Marcatori | Proietti Castiello Pittaccio Capparelli |

| Arbitro: | ? |

|                |           |  |
| Proietti Lucci | Marcatori |  |

| Arbitro: | ? |

|  |           |                             |
|  | Marcatori | Proietti Pittaccio Visentin |

| Roma 31 gennaio 2016, ore 14:30 CET 11ª giornata | Roma CF | 0 – 0 | Chieti | Stadio Danilo Vittiglio (ca. 350 spett.)\| Arbitro: \| ? \| |
| Arbitro:                                         | ?       |       |        |                                                             |

#### Girone di ritorno
| Roma 7 febbraio 2016, ore 14:30 CET 12ª giornata | Roma CF | 3 – 0 | Eleonora Folgore | Stadio Danilo Vittiglio (0 spett.)\| Arbitro: \| ? \| |
| Arbitro:                                         | ?       |       |                  |                                                       |

| Arbitro: | ? |

|  |           |          |
|  | Marcatori | Visentin |

| Arbitro: | ? |

|  |           |                 |
|  | Marcatori | Lucci Pittaccio |

| Roma 13 marzo 2016, ore 14:30 CET 15ª giornata           | Roma CF   | 1 – 1 referto | Lazio | Stadio Danilo Vittiglio (ca. 250 spett.) |
| \| \| \| \| \| Lucci 90+1’ \| Marcatori \| 15’ Casali \| |           |               |       |                                          |
|                                                          |           |               |       |                                          |
| Lucci 90+1’                                              | Marcatori | 15’ Casali    |       |                                          |

| Arbitro: | ? |

|  |           |                                      |
|  | Marcatori | Pittaccio Bevilacqua Carosi Ferrazza |

| Arbitro: | ? |

|                                         |           |  |
| Monaco Carosi Proietti Pittaccio Norido | Marcatori |  |

| Arbitro: | ? |

|  |           |                 |
|  | Marcatori | Lucci Pittaccio |

| Arbitro: | ? |

|                          |           |  |
| Pittaccio Proietti Rossi | Marcatori |  |

| Arbitro: | Andrea Maria Masciale (Molfetta) |

|            |           |                                     |
| Moraca 33’ | Marcatori | 20’, 36’ (rig.) Pittaccio 54’ Lucci |

| Arbitro: | ? |

|                          |           |                |
| Proietti 13’, 90’ (rig.) | Marcatori | 69’ Ponticello |

| Arbitro: | Michele Delrio (Reggio nell'Emilia) |

|                     |           |  |
| Giu. Di Camillo 51’ | Marcatori |  |

### Coppa Italia
| Arbitro: | ? |

|                     |           |         |
| Castiello Pittaccio | Marcatori | Panichi |

| Roma 11 ottobre 2015, ore 14:30 CEST Turno preliminare, quadrangolare G - 2ª giornata | Res Roma | 0 – 0 | Roma CF | Stadio Raimondo Vianello (ca. 250 spett.)\| Arbitro: \| ? \| |
| Arbitro:                                                                              | ?        |       |         |                                                              |

| Roma 25 ottobre 2015, ore 14:30 CET Turno preliminare, quadrangolare G - 3ª giornata    | Roma CF   | 6 – 0 referto | Lazio | Stadio Vittiglio Danilo (ca. 250 spett.) |
| \| \| \| \| \| Visentin 3’, 32’, 61’ Proietti 26’ Lucci 38’ Lorè 73’ \| Marcatori \| \| |           |               |       |                                          |
|                                                                                         |           |               |       |                                          |
| Visentin 3’, 32’, 61’ Proietti 26’ Lucci 38’ Lorè 73’                                   | Marcatori |               |       |                                          |

| Arbitro: | ? |

|           |           |  |
| Deriu 36’ | Marcatori |  |

## Statistiche

### Statistiche di squadra
| Competizione | Punti | In casa | In casa | In casa | In casa | In casa | In casa | In trasferta | In trasferta | In trasferta | In trasferta | In trasferta | In trasferta | Totale | Totale | Totale | Totale | Totale | Totale | DR  |
| Competizione | Punti | G       | V       | N       | P       | Gf      | Gs      | G            | V            | N            | P            | Gf           | Gs           | G      | V      | N      | P      | Gf     | Gs     | DR  |
| ------------ | ----- | ------- | ------- | ------- | ------- | ------- | ------- | ------------ | ------------ | ------------ | ------------ | ------------ | ------------ | ------ | ------ | ------ | ------ | ------ | ------ | --- |
| Serie B      | 59    | 11      | 9       | 2       | 0       | 33      | 6       | 11           | 10           | 0            | 1            | 29           | 4            | 22     | 19     | 2      | 1      | 62     | 10     | +52 |
| Coppa Italia | -     | 2       | 2       | 0       | 0       | 9       | 1       | 2            | 0            | 1            | 1            | 0            | 1            | 4      | 2      | 1      | 1      | 9      | 2      | +7  |
| Totale       | -     | 13      | 11      | 2       | 0       | 42      | 7       | 13           | 10           | 1            | 2            | 29           | 5            | 26     | 21     | 3      | 2      | 71     | 12     | +59 |

### Andamento in campionato
| Giornata  | 1 | 2 | 3 | 4 | 5 | 6 | 7 | 8 | 9 | 10 | 11 | 12 | 13 | 14 | 15 | 16 | 17 | 18 | 19 | 20 | 21 | 22 |
| --------- | - | - | - | - | - | - | - | - | - | -- | -- | -- | -- | -- | -- | -- | -- | -- | -- | -- | -- | -- |
| Luogo     | T | C | C | T | C | T | C | T | C | T  | C  | C  | T  | T  | C  | T  | C  | T  | C  | T  | C  | T  |
| Risultato | V | V | V | V | V | V | V | V | V | V  | N  | V  | V  | V  | N  | V  | V  | V  | V  | V  | V  | P  |
| Posizione | 3 | 4 | 3 | 2 | 2 | 2 | 1 | 1 | 2 | 2  | 2  | 2  | 2  | 2  | 2  | 2  | 2  | 2  | 2  | 2  | 2  | 2  |

Legenda:

Luogo: C = Casa; T = Trasferta. Risultato: V = Vittoria; N = Pareggio; P = Sconfitta.

### Statistiche delle giocatrici
| Giocatore     | Serie B  | Serie B | Serie B     | Serie B    | Coppa Italia | Coppa Italia | Coppa Italia | Coppa Italia | Totale   | Totale | Totale      | Totale     |
| Giocatore     | Presenze | Reti    | Ammonizioni | Espulsioni | Presenze     | Reti         | Ammonizioni  | Espulsioni   | Presenze | Reti   | Ammonizioni | Espulsioni |
| ------------- | -------- | ------- | ----------- | ---------- | ------------ | ------------ | ------------ | ------------ | -------- | ------ | ----------- | ---------- |
| F. Bevilacqua | 13       | 2       | 0           | 0          | 2            | 0            | 0            | 0            | 15       | 2      | 0           | 0          |
| C. Capitta    | 6        | 0       | 0           | 0          | 0            | 0            | 0            | 0            | 6        | 0      | 0           | 0          |
| L. Capparelli | 19       | 1       | 0           | 0          | 4            | 0            | 0            | 0            | 23       | 1      | 0           | 0          |
| N. Carosi     | 17       | 2       | 0           | 0          | 4            | 0            | 0            | 0            | 21       | 2      | 0           | 0          |
| V. Casaroli   | 19       | -10     | 0           | 0          | 2            | -1           | 0            | 0            | 21       | -11    | 0           | 0          |
| A. Castiello  | 17       | 2       | 0           | 0          | 3            | 1            | 0            | 0            | 20       | 3      | 0           | 0          |
| G. Ciccarelli | 6        | 1       | 0           | 0          | 1            | 0            | 0            | 0            | 7        | 1      | 0           | 0          |
| N. Cortelli   | 13       | 1       | 0           | 0          | 3            | 0            | 0            | 0            | 16       | 1      | 0           | 0          |
| G. De Vecchis | 4        | 0       | 0           | 0          | 2            | 0            | 0            | 0            | 6        | 0      | 0           | 0          |
| L. Felicella  | 3        | 0       | 0           | 0          | 0            | 0            | 0            | 0            | 3        | 0      | 0           | 0          |
| A. Ferrazza   | 18       | 2       | 0           | 0          | 4            | 0            | 0            | 0            | 22       | 2      | 0           | 0          |
| E. Fiorella   | 2        | 0       | 0           | 0          | 0            | 0            | 0            | 0            | 2        | 0      | 0           | 0          |
| F. Giura      | 4        | 0       | 0           | 0          | 0            | 0            | 0            | 0            | 4        | 0      | 0           | 0          |
| C. Lorè       | 15       | 1       | 0           | 0          | 3            | 1            | 0            | 0            | 18       | 2      | 0           | 0          |
| S. Lucci      | 20       | 6       | 0           | 0          | 4            | 1            | 0            | 0            | 24       | 7      | 0           | 0          |
| G. Monaco     | 13       | 1       | 0           | 0          | 2            | 0            | 0            | 0            | 15       | 1      | 0           | 0          |
| V. Narduzzi   | 6        | 3       | 0           | 0          | 1            | 0            | 0            | 0            | 7        | 3      | 0           | 0          |
| G. Norido     | 10       | 1       | 0           | 0          | 1            | 0            | 0            | 0            | 11       | 1      | 0           | 0          |
| E. Pedullà    | 4        | 0       | 0           | 0          | 2            | 0            | 0            | 0            | 6        | 0      | 0           | 0          |
| F. Pittaccio  | 18       | 15      | 0           | 0          | 4            | 2            | 0            | 0            | 22       | 17     | 0           | 0          |
| E. Proietti   | 19       | 12      | 0           | 0          | 4            | 1            | 0            | 0            | 23       | 13     | 0           | 0          |
| I. Rossi      | 9        | 2       | 0           | 0          | 1            | 0            | 0            | 0            | 10       | 2      | 0           | 0          |
| A. Santoloci  | 4        | 0       | 0           | 0          | 0            | 0            | 0            | 0            | 4        | 0      | 0           | 0          |
| N. Visentin   | 16       | 7       | 0           | 0          | 4            | 3            | 0            | 0            | 20       | 10     | 0           | 0          |
| M. I. Volpi   | 20       | 0       | 0           | 0          | 4            | 0            | 0            | 0            | 24       | 0      | 0           | 0          |